# Асим Зупчевић
Асим Зупчевић (Требиње, 1919 — Турбе, код Травника, 28. децембар 1942) био је учесник Народноослободилачке борбе и народни херој Југославије.

## Биографија
Рођен је 1919. године у Требињу. Основну школу је завршио у родном месту, а због припадности револуционарном омладинском покрету, био је искључен из средње школе. Потом је учио столарски занат и као млади радник, приступио радничком покрету. У чланство Комунистичке партије Југославије (КПЈ) примљен је 1937. године.
Када је 1936. године, почео грађански рат у Шпанији, одлучио је да се одазове позиву КПЈ, и оде у Шпанију и бори се против фашизма. Са групом комуниста, фебруара 1937. године, из Требиња се пребацио за Чањ, код Бара, где се скупљала већа група комуниста, и одакле је требало да се пребаце бродом у Шпанију, али га је полиција открила, ухапсила и спровела у Требиње. На интервенцију породице, пуштен је из затвора. Приликом демонстрација у Требињу, дошао је у сукоб са жандарима, па се поново нашао у затвору. Године 1939. постао је члан Среског комитета КПЈ за Требиње. и од тада па све до окупације земље, радио је на омасовљивању партијских организација у граду и на селу, и на окупљању антифашистичких снага.
После окупације Југославије, априла 1941. године, укључио се у рад на организовању оружаног устанка. Био је посебно активан на спровођењу политичке Народноослободилачког покрета (НОП) и радом са Муслиманима, којима је објашњавао суштину Усташког покрета, разоткривао усташа злодела и одвраћао их од ступања у усташке редове. Због протеста против усташког режима, био је ухапшен. Када се једном враћао са ослобођене територије, носио је оружје, па су га Италијани ухапсили, али су га, због недостатка доказа, пустили. После тога, је напустио град и отишао у партизане. Учествовао је у борби против Италијана, 18. децембра 1941. године на Радован-ждријелу. То је била прва већа борба против окупатора на подручју Требиње-Дубровник. Тада су уништена два италијанска тенка. Јануара 1942. године постао је политички комесар чете у Првом херцеговачко-црногорском ударном батаљону. У нападу на усташку посаду у касарни Бакраћуши под Вележом, изнад Мостара, 17. априла 1942. године, Асим се истакао са својом четом. Приликом повлачења херцеговачких партизанских јединица у време Италијанско-четничке офанзиве, у лето 1942. године, ушао је у састав Мостарског партизанског батаљона, као политички комесар Друге чете. Када је, августа 1942. године, формирана Десета херцеговачка ударна бригада, његова чета је укључена у састав бригаде, а он је постао политички комесар чете у Трећем батаљону. Са бригадом је учествовао у многим акцијама током 1942. године у Босни. У неколико окршаја налазио се међу бомбашима.
Децембра 1942. године, учествовао је у борбама Десете херцеговачке ударне бригаде на подручју Влашића и Поугарја. Приликом напада Прве далматинске и Десете херцеговачке бригаде на село Турбе, код Травника, 28. децембра 1942. године, погинуо је приликом напада бомбаша на непријатељске положаје.
Одлуком Президијума Народне скупштине Федеративне Народне Републике Југославије, 20. децембра 1951. године, проглашен је за народног хероја.